# Долгоп'ятов Прокіп Семенович
Про́кіп (Прокопій) Семе́нович Долгоп'я́тов (нар. 1897, станиця Канеловська Кубанської області, тепер Краснодарського краю, Російська Федерація — 28 лютого 1943, Свободненський виправно-трудовий табір) — радянський діяч органів державної безпеки, начальник УНКВС по Адигейській автономній області. Депутат Верховної Ради СРСР 1-го скликання (у 1937—1939 роках).

## Біографія
Народився в родині селянина-наймита. Навчався в початковій школі, яку не закінчив.
До 1915 року — учень покрівельника, покрівельник, маляр.
У 1915—1917 роках — у російській імператорській армії, учасник Першої світової війни. Воював на турецькому і німецькому фронтах, рядовий 17-го драгунського полку. За побиття офіцера заарештований і засуджений до розстрілу, в очікуванні виконання вироку сидів у Мінській в'язниці, під час німецького наступу втік з-під варти. Потім служив рядовим у маршовому батальйоні запасного кавалерійського полку, мав звання вахмістра.
Член РСДРП(б) з 1917 року.
З жовтня 1917 року — командир червоногвардійського загону в місті Армавірі, учасник боїв з Корніловим і Деникіним під Катеринодаром. У 1918 році командувач загону Єйської групи військ, командувач Єйської групи військ РСЧА, учасник боїв під Таганрогом, Катеринодаром, Армавіром, станицями Невинномиською, Бєлореченською. Був важко пораненим, лікувався у військовому госпіталі в місті Воронежі.
У 1919 році — голова повітової надзвичайної комісії (ЧК) в Курській губернії, комендант особливого відділу Московської ЧК.
У 1919 році був на партійній роботі в Українській СРР. З 1919 по 1920 рік — на підпільній роботі в місті Батум (Грузія).
У 1920 році — комендант особливого відділу Південно-західного фронту РСЧА, командувач загону особливого відділу Південно-західного фронту; командувач загону Кримської ударної групи. У 1920—1921 роках — комбриг кавалерійських військ ВЧК. На чолі бригади біля станції Джанкой остаточно розгромив загони Нестора Махна в Криму.
У 1921—1922 роках — особливоуповноважений Всеукраїнської надзвичайної комісії (ВУЧК). У 1922—1923 роках — командувач кавалерійського дивізіону ДПУ.
У 1923—1924 роках — помічник начальника відділу по боротьбі з бандитизмом Повноважного представництва ОДПУ по Південному Сходу. У 1924 році — секретар Повноважного представництва ОДПУ по Північно-Кавказькому краю. З 1924 року — начальник оперативного пункту ОДПУ в Північно-Кавказькому краї. Навчався у Вищій прикордонній школі ОДПУ СРСР.
У липні 1927 — жовтні 1928 року — комендант ділянки 32-го Новоросійського прикордонного загону ОДПУ. У жовтні 1928 — жовтні 1929 року — начальник маневрової групи 32-го Новоросійського прикордонного загону ОДПУ. У жовтні 1929 — жовтні 1930 року — комендант ділянки 32-го Новоросійського прикордонного загону ОДПУ.
У жовтні 1930 — листопаді 1931 року — співробітник для особливих доручень секретно-оперативного управління ОДПУ СРСР. З 1931 по 1932 рік навчався у Військовій академії РСЧА імені Фрунзе, закінчив перший курс.
У 1932—1934 роках — начальник особливого відділу Новочеркаського військового гарнізону.
У серпні 1934 — лютому 1937 року — начальник УНКВС Карачаєвської автономної області на Північному Кавказі.
У лютому 1937 — січні 1939 року — начальник УНКВС Адигейської автономної області на Північному Кавказі.
Заарештований органами НКВС 25 січня 1939 року. 14 травня 1939 року засуджений за статтями 17-58-7, 17-58-11 до 15 років позбавлення волі. Помер у Свободненському виправно-трудовому таборі. Не реабілітований.

## Звання
- капітан державної безпеки (25.12.1935)
- майор державної безпеки (8.07.1937)

## Нагороди
- орден Червоного Прапора (28.12.1927)
- орден Червоної Зірки (19.12.1937)
- орден «Знак Пошани» (13.03.1936)
- медаль «XX років Робітничо-Селянській Червоній Армії» (22.02.1938)
- нагрудний знак «Почесний співробітник ВЧК-ДПУ» (1924)